# 에바라촌 (오카야마현)
에바라촌(荏原村)은 오카야마현 시쓰키군에 있던 촌이다. 현재의 이바라시에 해당한다.

## 역사
- 1889년 6월 1일 - 정촌제 시행에 의해 시쓰키군 에바라촌이 발족하였다.
- 1953년 4월 1일 - 이하라정, 니시에바라정, 이나쿠라촌, 다카야촌, 기노코촌, 아가타누시촌, 아오노촌, 야마노우에촌, 오다군 오에촌과 합병, 시로 승격해 이하라시가 신설하여 폐지되었다.

## 참고문헌
- 角川日本地名大辞典 33 岡山県
- 『市町村名変遷辞典』東京堂出版、1990年。